# Vorstadtlegende
Vorstadtlegende is een hoorspel naar het spel Vorstadtlegende (of: Een verhaal dat zich afspeelt in een buitenwijk) van Rolf Lauckner, een deel van zijn Schrei aus der Strasse. Fünf Szenen, verschenen te München in 1922. De KRO zond het uit op dinsdag 29 oktober 1974, van 22:45 uur tot 23:35 uur. De vertaler en regisseur was Willem Tollenaar.

## Rolbezetting
- Jacques Commandeur
- Paul Deen
- Lo van Hensbergen
- Wim van den Heuvel
- Els van Rooden
- Siem Vroom

## Inhoud
Het thema van deze tragedie zou van een hedendaags auteur kunnen zijn: gehandicapten en seksualiteit. Lauckner behandelde het echter al bijna een eeuw geleden. Op oudejaarsnacht zijn drie blinden, Sacha, Konzel en Wolf, het blindengesticht uitgeslopen en achter het hek van de binnenplaats ontmoeten zij het hoertje Marinka. (“O, jij klein heilig meisje van de straat.”) En onder dezelfde tragische maan die schijnt in Stille kracht van Louis Couperus en Salome van Oscar Wilde voltrekt zich hun noodlot.